# Raion de Txutove
Raion de Txutove (ucraïnès: Чутівський район; translit.: Chutivs'kyi Raion) va ser un raion de l'óblast de Poltava al centre d'Ucraïna. El centre administratiu del raion era l'assentament de tipus urbà de Txutove. El raion va ser abolit i el seu territori es va fusionar amb el Raion de Poltava el 18 de juliol del 2020 com a part de la reforma administrativa d'Ucraïna, que va reduir el nombre de raions de l'óblast de Poltava a quatre. L'última estimació de la població del raion era de 22.082 (2020).
Els rius importants del raion inclouen el Kolomak i l'Orchyk.

## Assentaments
- Skorokhodove
- Txutove